# Mezuza
Mezuza (hebrejsko מְזוּזָה "vrata za vrata"; množina: מְזוּזוֹת‎ mezuzot) je kos pergamenta imenovanega klaf vstavljenega v dekorativno ohišje in popisanega s posebnimi hebrejskimi verzi iz Tore (Devteronomij 6,4–9 in 11,13–21). Ti verzi so sestavljeni iz judovske molitve Shema Yisrael, ki se začne s stavkom: "Poslušaj, o Izrael, Gospod (je) naš Bog, Gospod je eden". V prevladujočem rabinskem judovstvu je mezuza pritrjena ob vhodu v judovske domove, da se izpolni micva (svetopisemska zapoved), da "pišeš božje besede na vrata in podboje svoje hiše" (Devteronomij 6,9). Nekateri razlagajo judovski zakon tako, da bi morala biti mezuza na vseh vratih v domu razen v kopalnicah (ki niso bivalni prostor), pralnicah in omarah, če so premajhne, da bi jih lahko označili kot sobe. Pergament klaf pripravlja usposobljen pisar ("sofer stam"), ki se je izobraževal tako za preučevanje ustreznih verskih zakonov kot za bolj praktične dele, tj. rezljanje peresa in vadbo pisanja. Verzi so napisani s črnim neizbrisnim črnilom s posebnim peresom, narejenim iz perja ali, v zdaj redkih primerih, trstike. Nato pergament zvijemo in položimo v ohišje.

## Etimologija
V Svetem pismu se beseda mezuza nanaša samo na dva podboja vrat, pokončna droga na obeh straneh, ki podpirata preklado, in se pojavlja v različnih kontekstih, ki niso povezani z nobeno versko zapovedjo ali pergamentom. Beseda je pozneje v pobiblični hebrejščini dobila sodoben pomen, da sedaj pomeni kosa pergamenta, zaradi zgornje zapovedi iz Devteronomijevih zakonov, ki zahtevajo pisanje verzov na podboje vrat.
Izvor besede je sporen:
- eno sprejeto razumevanje[7] pravi, da mezuza izvira iz korena zuz (ז-ו-ז‎ kar pomeni "gibanje" ali "prehod" (glagol ZAZ (זָז‎ "premakniti, odstopiti, prestaviti')[8] in opisuje podboje kot napravo, ki omogoča vratom, da se premakajo ali prestavljajo. Koren v Svetem pismu ni uporabljen, vendar je pogost v pobiblični hebrejščini in aramejščini in se smatra, da je takrat že obstajal v jeziku.[8]
- drugo sprejeto razumevanje[9] pravi, ga izhaja mezuza od akadske besedne mazzazu[10] 'stojalo', iz akadskega glagola izuzzu "stati",[11][12] ki opisuje podboj kot podnožje ali stojalo vhoda, v nasprotju s premikajočim se delom, vrtečimi se vrati – opis, podoben njegovemu ustreznemu grškemu prevodu σταθμός v Septuaginti,[13] kar poleg 'podboja' na splošno pomeni 'nekaj fiksnega, nekaj stoječega' iz ἵστημι 'stati'.[14] Vendar ni nobenega primera akadskega izraza mazzazu, ki bi posebej pomenil vratni podboj, in nekateri raziskovalci dvomijo, da je hebrejska beseda mezuza izposojena iz te akadske besede.[15]

## Mezuza kot amulet
Kulturno-primerjalna analiza kaže, da imajo predmeti, postavljeni na domače pragove, pogosto funkcijo amuleta, ki odganja na splošno razumljeno zlo. Pravzaprav zgodnji rabinski viri izrecno pričajo o veri v protidemonsko funkcijo mezuze. Nadaljnja analiza svetopisemskih in rabinskih besedil (med drugim Devteronomij  6, 11, Eksodus 12, Mekhilta de-rabbi Ishmael 7,12 in BT Menahot 33b, 43b) kaže, da je mezuza razumljena kot naprava, ki ščiti pred božansko jezo.
Prepričanje v zaščitno moč mezuze prevladuje tudi v sodobnem času. V sedemdesetih letih 20. stoletja so po vrsti terorističnih napadov v Ma'alotu predstavniki Chabad-Lubavitch začeli kampanjo za sistematično preverjanje mezuz. Splošna predpostavka, na kateri je temeljilo dejanje, je bila, da bi spoštovanje zapovedi zagotovilo osebno varnost.
Navsezadnje, glede na različne sociološke raziskave, približno tri četrtine odraslih v Izraelu verjame, da mezuza dobesedno varuje njihove hiše.

## Pritrditev mezuze

### Položaj in integriteta
V skladu s halakho, judovskimi verskimi zakoni, naj bi bila mezuza nameščena na desni strani vrat ali vratnega podboja, v zgornji tretjini vratnega podboja (tj. približno v višini ramen), približno 8cm navznoter od odprtine vrat. Paziti je treba, da ne strgate ali poškodujete pergamenta ali besedila na njem, saj bo to razveljavilo mezuzo, ki se smatra za Toro.

### Kot
Kjer so vrata dovolj široka, mnogi akšenaški Judje nagnejo mezuzo tako, da je vrh nagnjen proti prostoru, v katerega se vrata odpirajo. To se naredi, da se upoštevanja tako mnenje Rashija (1040-1105) kot tudi njegovega vnuka, Rabbeinu Tam, o tem, ali je treba mezuzo pritrditi navpično (Rashi) ali vodoravno (Rabbeinu Tam), in tudi pomeni, da Bog in Tora (ki jo simbolizira mezuza) vstopata v sobo. Kompromisno rešitev je predlagal rabin Jacob ben Asher (ok. 1269 – ok. 1343).
Večina sefardskih in drugih neaškenaških Judov pritrdi mezuzo navpično, čeprav jo španski in portugalski Judje, ki živijo v državah, kjer je večina Judov Aškenazov, običajno postavljajo poševno.

### Čas
Na splošno halakha zahteva od Judov, ki živijo v diaspori (tj. zunaj dežele Izrael), da pritrdijo mezuzo v 30 dneh po vselitvi v najeto hišo ali stanovanje. Za kupljeno hišo ali stanovanje v diaspori ali prebivališče v Izraelu (v lasti ali v najemu) se mezuza pritrdi takoj ob vselitvi. Razlog za to razliko je, da obstaja predpostavka, da ko Jud živi v Izraelu, ostane Izrael njegovo/njeno stalno prebivališče, medtem ko je dom v diaspori začasen.

### Blagoslov
Postopek je, da mezuzo držite ob mestu, na katero bo pritrjena in nato recitirate blagoslov:
בָּרוּךְ אַתָּה יי אֱלֹהֵינוּ מֶלֶךְ הָעוֹלָם, אֲשֶׁר קִדְּשַׁנוּ בְּמִצְו‌ֹתָיו וְצִוָּנוּ לִקְבּוֹעַ מְזוּזָה‎
Barukh atah Adonai Eloheinu melekh ha‘olam, asher qideshanu bemitzvotav vetzivanu liqboa‘ mezuzah.
Blagoslovljen si, Gospod, naš Bog, Kralj vesolja, ki si nas posvetil s svojo zapovedjo in nam ukazal, naj pritrdimo mezuzo.
Vsak Jud lahko recitira blagoslov, če je dovolj star, da razume pomen micve. Po blagoslovu se mezuzo pritrdi.
Pri pritrjevanju več mezuz je dovolj, da blagoslov izgovorite enkrat, preden pritrdite prvo.

## Dotikanje mezuze
Ko gredo skozi vrata, se veliko ljudi s prstom dotakne mezuze, da bi tako izkazalo spoštovanje do Boga. Mnogi ljudje tudi poljubijo svoj prst, potem ko se z njim dotaknejo mezuze.

## Preverjanje pergamenta
Številni bolj verni Judje iz vseh judovskih denominacija imajo usposobljenega pisarja, da vsaj dvakrat vsakih sedem let preveri pergamente mezuze glede napak (kot so majhne ureznine ali obledele črke). To delo lahko opravi sofer (pisar) ali kdor koli s podobno izobrazbo. Sofer lahko izdela tudi nove pergamente za mezuzo, ki so v skladu z judovsko zakonodajo.

## Ohišje mezuze
Zapoved o pritrjevanju mezuze v judovskem svetu zelo pogosto upoštevajo, tudi tisti Judje, ki niso zelo verni. Medtem ko je pomemben del mezuze klaf ali pergament in ne ohišje samo, je bilo oblikovanje in izdelava ohišja za mezuze skozi stoletja povzdignjeno v svojevrstno umetnost. Ohišja mezuz so izdelana iz najrazličnejših materialov, od srebra in plemenitih kovin do lesa, kamna, keramike, kositra in celo polimerne gline. Nekateri trgovci z ohišji za mezuze bodo zagotovili ali ponudili v prodaji tudi kopijo besedila, ki je bilo fotokopirano na papir; to ni košer (veljavna) mezuza, ki jo mora na kos pergamenta ročno napisati usposobljen pisar.

## Dodatni napisi
Zelo običajno je na zadnji strani pergamenta napisati dva napisa:
- hebrejska beseda שדי‎ (Shaddai)
- fraza "כוזו במוכסז כוזו"

Shaddai, ["Vsemogočni"] eno od svetopisemskih imen Boga, je tudi kratica za Shomer Daltot Yisrael, "varuh izraelskih vrat". Številne mezuze so označene tudi s hebrejsko črko ש‎ za Shaddaiju.
"כוזו במוכסז כוזו" je Cezarjeva šifra besed Shema," Adonai, Eloheinu, Adonai", " Gospod, naš Bog, Gospod", ki je napisana na zadnji strani ohišja, nasproti ustreznih besed na sprednji strani Ta napis izvira iz 11. stoletja in ga najdemo med Hasidei Ashkenaz (srednjeveški nemški judovski mistiki).
Sefardski običaj (minhag) izpušča besedno zvezo "כוזו במוכסז כוזו" in le hebrejska beseda שדי‎ (Shaddai) je napisana na zadnji strani mezuzah. To sledi Shulchan Aruchu in spisom Rambama. Aškenaški običaj pisanja obeh stavkov pa je bil podprt v spisih Rema. (Yoreh De'ah 288:15)

V zvezi s tem se je vredno sklicevati na pogosto citirani odlomek iz Rambamove Mishneh Tore, ki pravi:
Običajna je navada, da se na zunanjo stran mezuze napiše [božje ime] Shaddai nasproti praznega prostora med obema prehodoma. Pri tem ni nobenih težav, saj [se dodatek izvede] zunaj. Tisti pa, ki na notranjo stran [mezuze] pišejo imena angelov, druga sveta imena, verze ali oblike, so med tistimi, ki nimajo deleža v prihodnjem svetu. Ti bedaki ne samo, da izničijo micvo, ampak poleg tega naredijo iz velike micve [ki odseva] enotnost imena Svetega, blagoslovljena bodi njegova ljubezen in služenje njemu, talisman za lastno korist. V svojem neumnem pojmovanju mislijo, da jim bo to pomagalo glede nečimrnosti sveta.